# 11456 Cotto-Figueroa
11456 Cotto-Figueroa eller 1981 EK9 är en asteroid i huvudbältet som upptäcktes den 1 mars 1981 av den amerikanska astronomen Schelte J. Bus vid Siding Spring-observatoriet. Den är uppkallad efter Desiree Cotto-Figueroa.
Asteroiden har en diameter på ungefär 11 kilometer.